# Субконюнктивален кръвоизлив
Субконюнктивален кръвоизлив е кръвоизлив под конюнктивата на окото. Конюнктивата съдържа много на брой малки и крехки кръвоносни съдове, които лесно руптурират. Когато това се случва, кръв протича в пространството между конюнктивата и склерата.
Такъв кръвоизлив може да е причинен от внезапно или много силно кихане или кашляне, поради хипертензия (високо кръвно налягане) или като страничен ефект от употребата на антикоагуланти. Може да се причини и от повдигане на тежест, повръщане или дори твърде силно търкане на очите, травма на окото или фрактура в основата на черепа, ако няма видима граница на кръвоизлива. Може да е резултат и от леко постоперативно усложнение след очна хирургия.
Субконюнктивалният кръвоизлив изглежда като яркочервено петно под прозрачната конюнктива на окото. При разнасяне на кръвоизлива може да добие жълт или зелен оттенък, както синините под кожата. Обикновено изчезва за около 2 седмици. Въпреки че изглежда притеснително, субконюнктивалният кръвоизлив в общия случай е безболезнено и безобидно състояние. Обикновено при липса на инфекция или значителна травма е самоограничаващо се състояние, за което не е необходимо лечение. От четири до шест пъти на ден могат да се прилагат капки за очи тип „изкуствени сълзи“.